# Mitteldeutscher Marathon
| Veranstalter | run e. V.                       |
| Termin       | Mitte Oktober                   |
| erster Lauf  | Marathonlauf 2002               |
| Webseite     | www.mitteldeutscher-marathon.de |

Der Mitteldeutsche Marathon (kurz MDM) ist eine sportliche Großveranstaltung, die zwischen Leipzig und Halle (Saale) ausgetragen wird. Der Mitteldeutsche Marathon gehört damit zu den wenigen Läufen, die zwischen zwei Städten absolviert werden. Dadurch spiegelt sich der Charakter des klassischen Laufs von Marathon nach Athen im antiken Griechenland wider.
Ein historischer Vorläufer des Mitteldeutschen Marathon sind die ersten Deutschen Meisterschaften im Marathon am 6. September 1925; die Strecke führte vom Sportplatz des SV Halle 98 über Ammendorf, Schkeuditz, durchs Leipziger Zentrum und am Völkerschlachtdenkmal vorbei bis zum VfB-Stadion in Leipzig-Probstheida. Die Idee eines Laufs von Halle nach Leipzig wurde mit dem Marathon 2002 wiederbelebt.
Neben der Marathonstrecke werden auch verschiedene kürzere Stecken angeboten, welche als Rundkurs auf dem Gebiet der Stadt Halle stattfinden. Auch diese Läufe knüpfen an eine lange Tradition an: Am 21. September 1919 fand der erste Stadtlauf in Halle („Quer durch Halle“) statt.
Initiator ist der zweifache Marathonolympiasieger Waldemar Cierpinski. Eine Motivation war die Unterstützung der Bewerbung der Stadt Leipzig um die Austragung der Olympischen Sommerspiele 2012. Entsprechend wurde bei den ersten Läufen ambitioniert geplant: Top-Läufer wurden engagiert, der Marathon "von Händel zu Bach" startete auf dem Riebeckplatz in Halle, die Halbmarathonstrecke für Läufer und Inline-Skater startete auf der Landebahn Süd des Flughafens Leipzig/Halle, das Ziel war vor dem Leipziger Zentralstadion. Der Lauf des Jahres 2004 wurde zeitlich so gelegt, dass er genau mit dem olympischen Marathon in Athen koinzidierte. Diese hohen Standards und Ambitionen konnten nicht beibehalten werden und der Schwerpunkt verlagerte sich nach Halle: Halle ist seit 2005 Marathon-Zielort und Veranstaltungsort aller kürzeren Strecken, Leipzig wurde von 2007 bis 2015 überhaupt nicht berührt (in der Zeit war Halle auch Startort des Marathons). Seit 2016 führt der Marathon wieder von Leipzig nach Halle, aber nicht mehr als Straßen- sondern als Landschaftsmarathon.
In den Jahren 2020 und 2021 wurde der Lauf aufgrund der COVID-19-Pandemie abgesagt.

## Strecken
Die Marathonläufe der Jahre 2002–2004 führten als Straßen-Marathon von Halle nach Leipzig, 2005 und 2006 umgekehrt. Von 2007 bis 2015 wurde nur in bzw. nahe Halle gelaufen. Seit 2016 führt der Lauf von Leipzig nach Halle auf Wanderwegen parallel zur Neuen Luppe und Weißen Elster.
Neben der Marathonstrecke werden ein Halbmarathon, ein 10-km-Lauf, ein Salzwirkerlauf über ca. 3 Kilometer und ein Schnupperlauf angeboten. Weiteres Highlight ist die 4er-Staffel über die Marathondistanz.

## Sieger des Marathons und des Skater-Rennens
(Zeitangaben in Stunden)
| Datum             | Läufer                      | Läuferin                  | Skater                    | Skaterin                 |
| ----------------- | --------------------------- | ------------------------- | ------------------------- | ------------------------ |
| 1. September 2002 | Tendai Chimusasa 2:15:10    | Natalja Galuschko 2:40:34 | Olo Flohr 38:36*          | Tina Strüver 40:02*      |
| 31. August 2003   | Osman Artur 2:14:38         | Natalja Galuschko 2:58:00 | Tilo Bock 35:16*          | Tina Strüver 35:45*      |
| 29. August 2004   | Bitock Ezekiel 2:15:06      | Elke Saalbach 3:14:40     | André Unterdörfel 1:10:48 | Stefanie Pipke 1:22:27   |
| 28. August 2005   | Daniel Tobry 2:37:37        | Agnieszka Golak 2:54:34   | Sven Knauer 1:17:01       | Sabine Löschke 1:24:57   |
| 3. September 2006 | Isaak Kiplagat Sang 2:19:30 | Katrin Kriebtzsch 3:23:56 | Ingo Monse 1:17:33        | Annett Löschke 1:31:54   |
| 9. September 2007 | Christopher Kandie 2:19:14  | Silvia Schmied 3:19:39    | Frank Poetsch 0:17:58     | Kristin Horlboge 0:22:22 |
| 7. September 2008 | Paul Thuo Muigai 2:20:33    | Silvia Schmied 3:14:36    | Frank Adam 0:18:18        | Kristin Horlboge 0:22:32 |
| 6. September 2009 | Paul Thuo Muigai 2:18:59    | Katja Borggrefe 3:14:16   | Andreas Adam 0:17:34      | Anna Meyer 0:20:25       |
| 5. September 2010 | Peter Rodewald 2:24:58      | Katja Borggrefe 3:09:09   | Andreas Adam 0:56:46      | Anna Meyer 1:08:33       |
| 4. September 2011 | Jürgen Götte 2:52:10        | Sylvia Renz 2:59:44       | Tilo Bock 0:37:32         | Christiane Kloß 0:43:25  |
| 2. September 2012 | Lucas Herrmann 2:37:12      | Juliane Detlefsen 2:57:12 | Patrick Täubrecht 0:39:40 | Tina Strüver 0:39:41     |
| 1. September 2013 | Steffen Großer 2:51:08      | Silvia Schmied 3:28:36    | Patrick Täubrecht 0:39:05 | Tina Strüver 0:39:12     |
| 7. September 2014 | Andre Fischer 2:42:57       | Antje Müller 3:30:09      | Torsten Pertus 0:44:44    | Susann Colbow 0:44:43    |
| 6. September 2015 | Kurui Dickson 2:33:11       | Julia Firme 3:33:29       |                           |                          |
| 9. Oktober 2016   | Max Breuer 2:43:29          | Halyna Shchensna 2:58:29  |                           |                          |
| 15. Oktober 2017  | Thomas Hegenbart 2:45:57    | Carola Schmidt 3:19:34    |                           |                          |
| 14. Oktober 2018  | Michael Kutscher 2:44:37    | Katja Borggrefe 3:06:40   |                           |                          |
| 13. Oktober 2019  | Michael Neher 2:43:00       | Dagmara Roznerska 3:34:58 |                           |                          |
| 9. Oktober 2022   | Clemens Höhne 2:46:40       | Pauline Kühne 3:07:06     |                           |                          |
| 8. Oktober 2023   | John Volkenandt 2:35:17     | Liane Gratsch 3:43:17     |                           |                          |
| 13. Oktober 2024  | Oleg Siebert 2:47:04        | Lea Rengstorf 3:35:50     |                           |                          |

- Bis 2003 liefen die Speedskater nur die Halbmarathondistanz.
- 2007–2009 liefen die Speedskater auf der Sprintdistanz von knapp 10 Kilometern.
- Seit 2010 liefen die Speedskater ca. die Halbmarathondistanz.

Quelle: mitteldeutscher-marathon.de